# 永山古墳

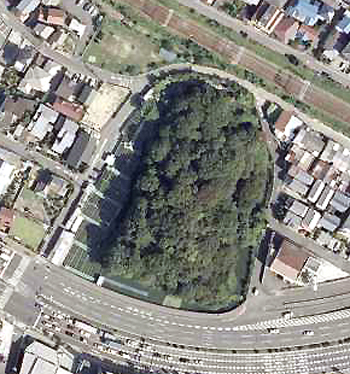
永山古墳の航空写真（2007年）

永山古墳（ながやまこふん）は、大阪府堺市堺区東永山園に所在する前方後円墳。百舌鳥古墳群を構成する古墳の1つで、世界文化遺産 百舌鳥・古市古墳群 -古代日本の墳墓群- の構成資産の一部として登録されている。
宮内庁により第16代仁徳天皇の陵の「百舌鳥耳原中陵」の陪冢に治定されているほか、周濠は堺市指定史跡に指定されている。

## 概要
大仙陵古墳（百舌鳥耳原中陵）の北西約50メートルにあり、前方部を南に向けた前方後円墳である。墳丘の規模は、長さ100メートル、後円部径63メートル、後円部高さ10.3メートル、前方部幅68.5メートル、前方部高さ10.3メートル。墳丘西側のくびれ部分に造り出しがあり、葺石と埴輪があり、墳丘は2段に見えるが、他の古墳よりも腰高であるため3段築成の可能性もある。調査されていないため、構造の詳細は不明で、副葬品の内容や性格も分かっていないが、5世紀前半の築造と考えられる。周囲には濠があり、くびれ部の東側には濠をまたぐ渡り土手があるが、築造当時から存在するものかどうかは不明である。1928年（昭和3年）に前方部西端の堤上から円筒埴輪（埴輪列の可能性あり）が出土したとされる。2012年（平成24年）に管理用柵の設置工事の事前調査が行われ、東側の濠の範囲を確認し、周濠の肩は近世以降に改変を受けたことが判明。また、東側の周濠の堆積層の下層に永山古墳の遺構が良好に残されている可能性があることが確認されている。前方後円墳の墳端および周濠が良好に残され、隣接する大仙陵古墳（百舌鳥耳原中陵）より先に築かれた可能性が高いと考えられている。大仙陵古墳（百舌鳥耳原中陵）の陪塚として宮内庁により管理されているが、形態や規模が大きいいことから独立の古墳であると考えられている。江戸時代には「長山塚」、「長山」とよばれ、また王仁や、日本武尊の墓とする伝承もある。周濠の南側に接して大阪府道2号大阪中央環状線が周濠の一部をまたぐように通る。

## 規模
古墳の規模は次の通り。
- 墳丘長100メートル
- 後円部直径63メートル。高さ10.3メートル。
- 前方部幅68.5メートル。高さ10.3メートル。

## 文化財

### 堺市指定史跡
- 指定名称：永山古墳周濠 - 2016年（平成28年）4月11日指定[2]。

## 世界遺産
2019年（令和元年）7月6日に世界文化遺産 百舌鳥・古市古墳群 -古代日本の墳墓群- を構成する百舌鳥古墳群の構成資産の一部として登録されている。